# フェンチャーチ・ストリート駅
フェンチャーチ・ストリート駅（フェンチャーチ・ストリートえき、英語：Fenchurch Street station）は、シティ・オブ・ロンドン（シティ）の南東部にある鉄道駅である。ロンドン塔に近く、 チャリング・クロスの東2マイル（3.2キロメートル）の位置にある。ロンドンの終着駅の中では最も小さく、最も集中的に列車が運行されている。他の終着駅とは異なりロンドン地下鉄との接続はないが、クロスウォールの第二出入口（タワー・エントランスとも呼ばれる）は タワーヒル駅とタワー・ゲートウェイ駅に近い。オルドゲート駅もまた近所である。ネットワーク・レールの管理する18の旧イギリス国鉄の駅のうちの1つである。

## 駅の構造・意匠

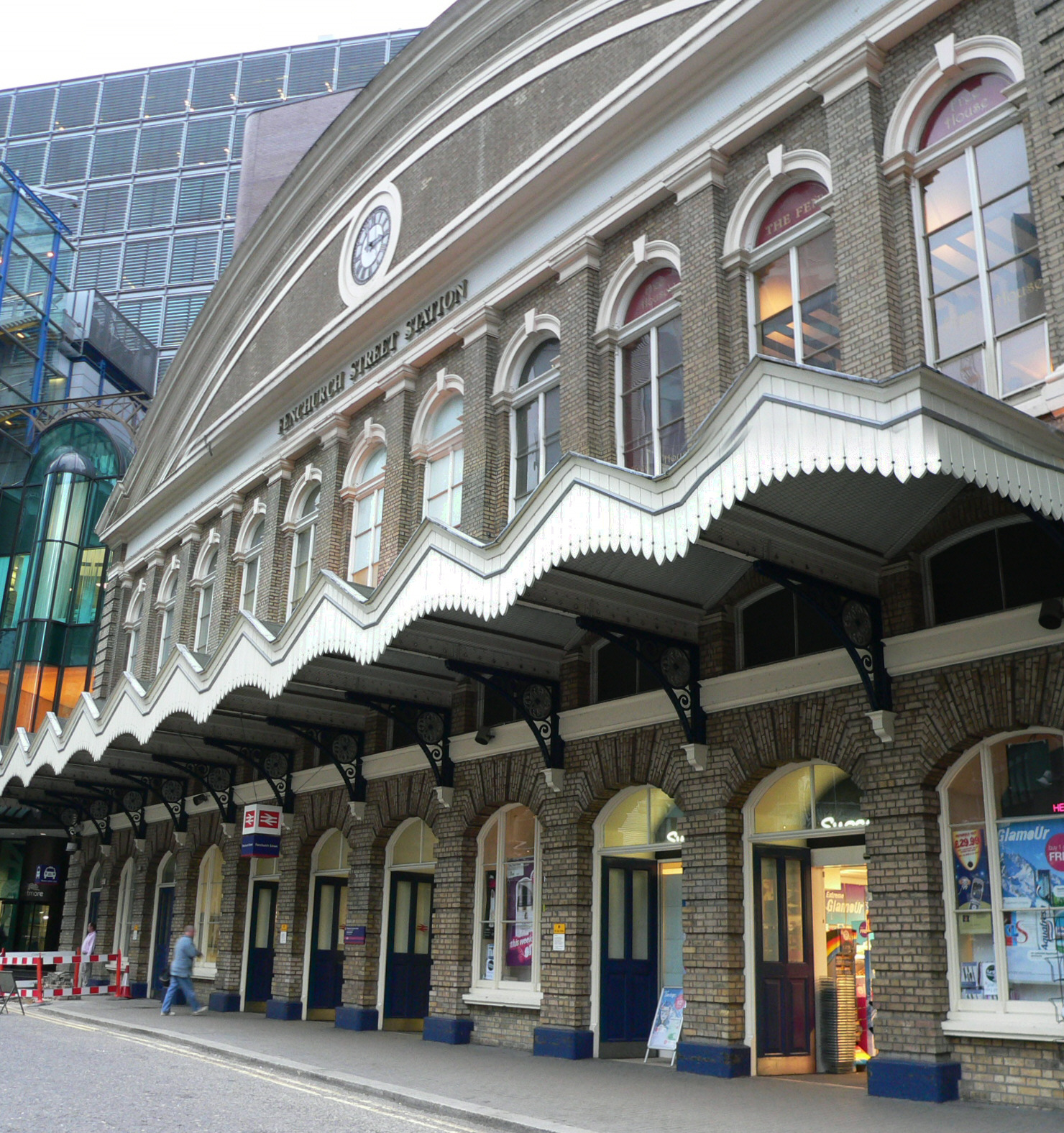
メイン・エントランス

駅舎のファサードは灰色の煉瓦と円形の切妻屋根から構成される。1960年代、入口にあった平らな天幕は、今日見ることのできる稲妻形のキャノピー（天蓋）に置き換えられた。キャノピーの上の2階部分のファサードは11個の丸いアーチ型の窓があり、さらにその上には近年再び稼働している駅時計がある。駅には高架の2つの島からなる4つのプラットフォームがある。駅は特にピーク時間帯にはフル稼働状態となる。混雑を避けるため、朝のラッシュ時は別々の島が可能な限り交互に使用される。15階建てのワン・アメリカ・スクエアを含む2つのオフィスビルがプラットフォームの上に建設された。1つは天蓋付きプラットフォームの一部の上、もう1つは青天井プラットフォームの一部の上にある。駅には出口が2つある。1つはフェンチャーチ・プレイスへのメイン・エントランスであり、もう1つは地下鉄タワー・ヒル駅への連絡口である。駅のメイン・コンコースは階段、エスカレーター、そしてエレベーターで繋がれた2層のフロアからなる。各出入口には切符売場と自動改札があり、各階にはそれぞれ売店がある。

## 歴史
本駅はシティ地区に建設された初めての駅だった。当初の駅はロンドン・アンド・ブラックウォール鉄道（L&BR）がウィリアム・タイトの設計で建設し、1840年7月開業のマイノリーズ終着駅を置き換える形で1841年7月20日に開業した。1854年、駅はジョージ・バークリーの設計により再築され、 丸天井の屋根とメイン・ファサードが追加された。1858年にはロンドン・ティルブリー・アンド・サウスランド鉄道（LT&SR）のロンドン終着駅になった。さらに1850年から1865年のブロード・ストリート駅の開業までは、ノース・ロンドン鉄道のシティ終着駅でもあった。19世紀終わりと20世紀前半の間、グレート・イースタン鉄道（GER）もまた、混雑が激しくなったリバプール・ストリート駅の代わりに、旧イースタン・カントリーズ鉄道のルートの一部としてこの駅を使用した。L&BRは、ライムハウス駅以東への旅客営業の停止の後、1926年に事実上廃止された。旧イースタン・カントリーズ線が1948年にセントラル線へ移管されると、LT&SRは本駅を利用する唯一の事業者となった。

### 地下鉄との接続
1970年代、フェンチャーチ・ストリート駅はフリート線計画の一部として検討された。その計画では、本駅はロンドン地下鉄ネットワークに接続されるはずだった。チャリング・クロス駅のターミナル終端からオールドウィッチとラドゲート・サーカス経由でフェンチャーチ・ストリートへ延伸し、おそらくセント・キャサリン・ドックスの新駅を経由して、イースト・ロンドン方面と繋ぐ、というものだった。この延伸は優先度の高い計画と考えられていたが、政治的な論争により計画は遅延した。1999年、延伸はついに完成したが、それはジュビリー線の一部という形で実現したためフェンチャーチ・ストリートは通らず、ノース・グリニッジで北側に向かうまでテムズ川の南を通るルートとなった。その結果、タワーヒル駅へは徒歩圏内ではあるものの、フェンチャーチ・ストリート駅は依然としてロンドン地下鉄ネットワークから孤立したままとなっている。

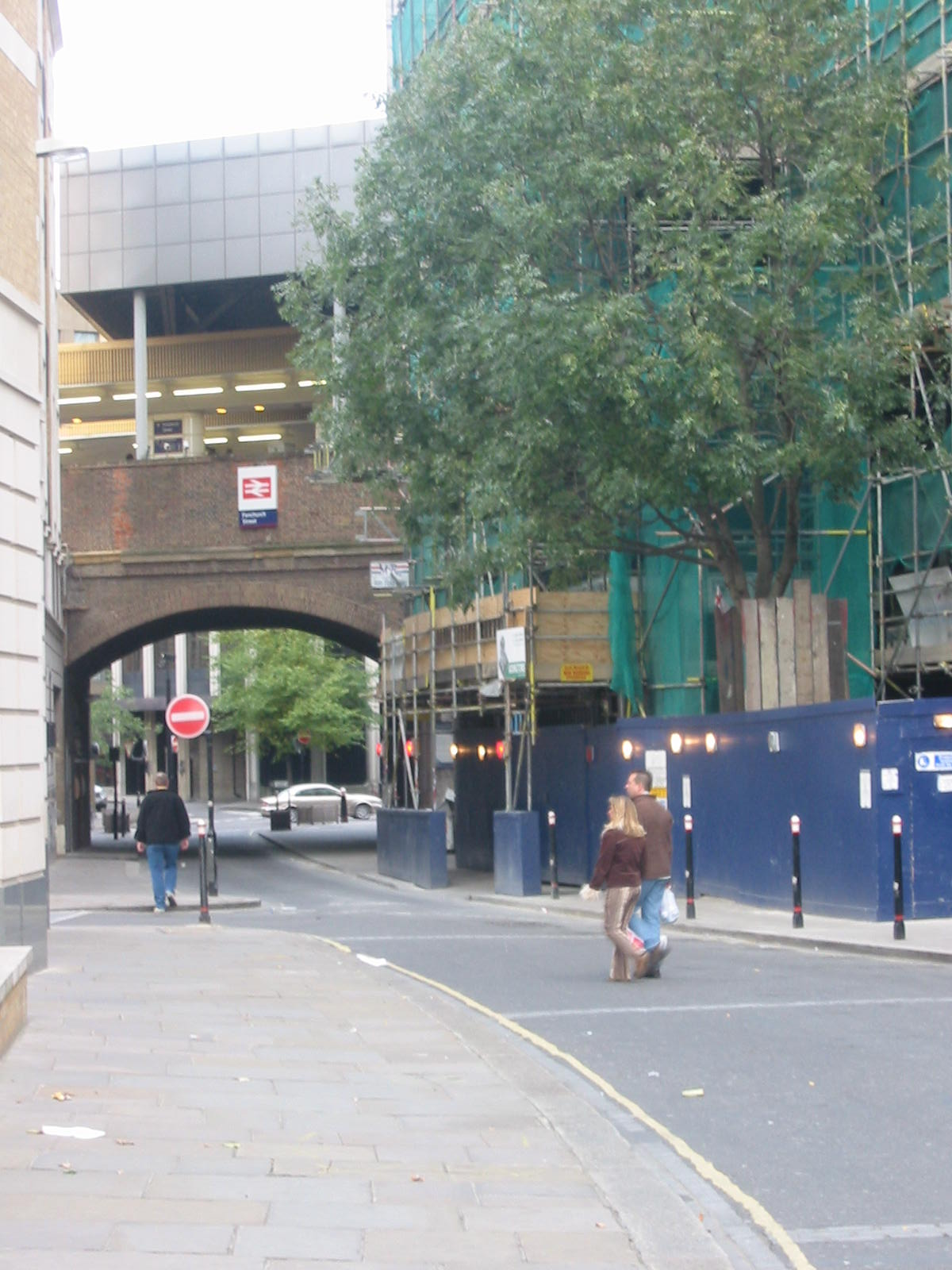
タワーヒル駅方面への出入口
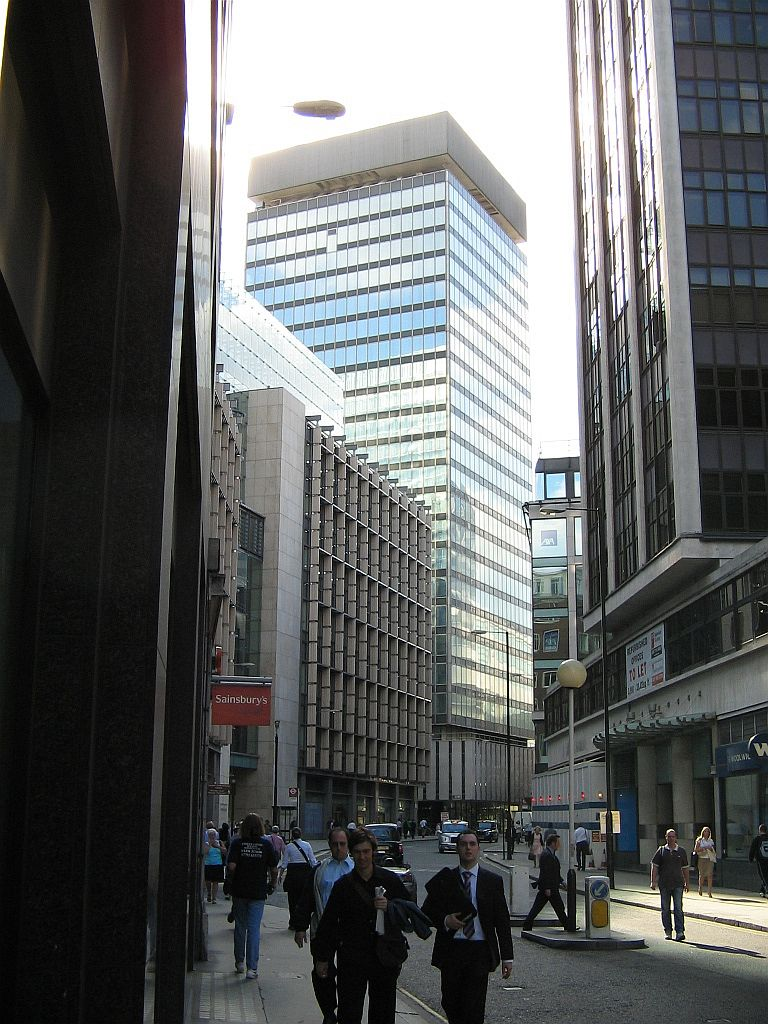
フェンチャーチ・ストリートの西方向の光景
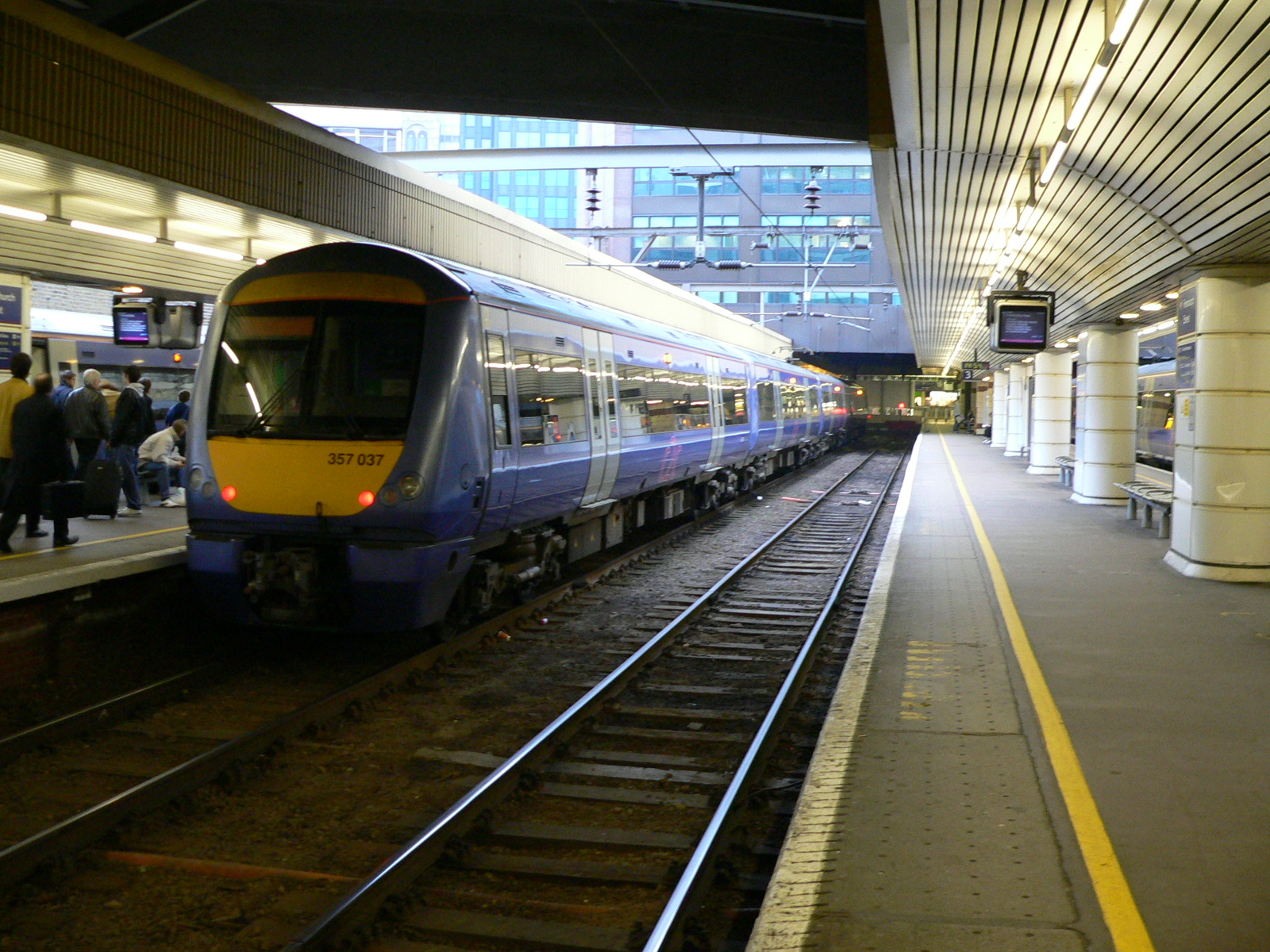
プラットフォーム
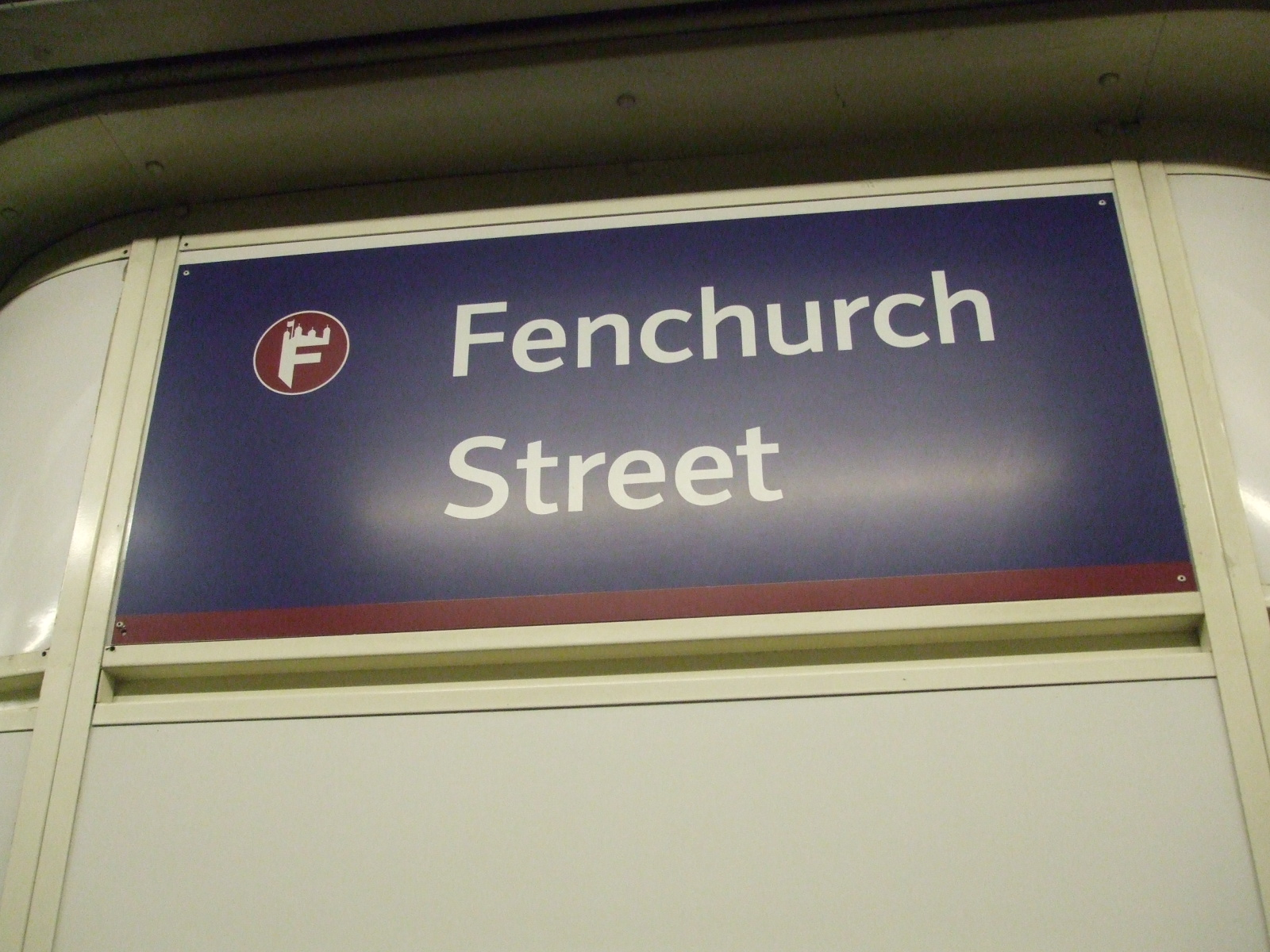
駅名標識

## 運行情報
2006年現在、フェンチャーチ・ストリート駅にはc2cのイースト・ロンドンおよび南エセックス行きの列車が乗り入れている。それらはウェスト・ハム、バーキング、アップミンスター、バジルドン、 ベンフリート、チャフォード・ハンドレド（レイク・サイド・ショッピングセンター行き）、グレイズ、ティルブリー、サウスエンドそしてシューバリーネスを経由する。オフ・ピーク時の典型的な運行は到着・出発含めて毎時8本である。
| TPH | 行き先                   | ルート           | 停車パターン                                             |
| --- | ------------------------ | ---------------- | -------------------------------------------------------- |
| 2   | シューバリーネス         | バジルドン経由   | ライムハウス、ウェスト・ホーンドンまたはピットシーは通過 |
| 2   | シューバリーネス         | バジルドン経由   | すべての駅                                               |
| 2   | サウスエンド・セントラル | オッケンドン経由 | すべての駅                                               |
| 2   | グレイズ                 | レインハム経由   | すべての駅                                               |

TPH: trains per hour（1時間あたりの列車本数）
ピーク時間帯は毎時約20本に増発される。何本かはレインドン＝ロンドン間で運行され、他はベンフリートまでの各駅は通過する。

## 隣の駅
ナショナル・レール
■c2c
ロンドン・ティルベリー・アンド・サウスエンド線
フェンチャーチ・ストリート駅 - ライムハウス駅

## メディアの中で
- フェンチャーチ・ストリート駅はモノポリーゲームの標準イギリス版に登場する4つの駅のうちの1つである。
- ダグラス・アダムズの『さようなら、いままで魚をありがとう』に登場するフェンチャーチは、フェンチャーチ・ストリート駅に因む。
- 衣料ブランドフェンチャーチの名前はフェンチャーチ・ストリート駅に由来する。
- ジェローム・K・ジェロームの小説『Three Men on the Bummel』（未訳）では、登場人物がこの駅から旅を始める。